# Eleição municipal de São Gonçalo do Amarante (Rio Grande do Norte) em 2020
A eleição municipal da cidade de São Gonçalo do Amarante (Rio Grande do Norte) em 2020 ocorreu no dia 15 de novembro e elegeu um prefeito, vice-prefeito e 17 vereadores para a administração da cidade, que se iniciou em 1° de janeiro de 2021 e terminará em 31 de dezembro de 2024. O prefeito titular é Paulo Emídio de Medeiros (PROS), também conhecido como Paulinho, o mesmo estava em seu primeiro mandato e foi reeleito neste pleito.
Originalmente, as eleições ocorreriam em 4 de outubro (primeiro turno). Porém, com o agravamento da pandemia do novo coronavírus (SARS-CoV-2), causador da Covid-19, as datas foram modificadas com a promulgação da Emenda Constitucional nº 107/2020.

## Contexto político e pandemia
As eleições municipais de 2020 foram marcadas, antes mesmo de iniciada a campanha oficial, pela pandemia de COVID-19 no Brasil, o que fez com que os partidos remodelem suas estratégias de pré-campanha. O Tribunal Superior Eleitoral (TSE) autorizou os partidos a realizarem as convenções para escolha de candidatos aos escrutínios por meio de plataformas digitais de transmissão, para evitar aglomerações que possam proliferar o coronavírus. Alguns partidos recorreram a mídias digitais para lançar suas pré-candidaturas. Além disso, a partir deste pleito, foi colocada em prática a Emenda Constitucional 97/2017, que proíbe a celebração de coligações partidárias para as eleições legislativas, o que pode gerar um inchaço de candidatos ao legislativo.

## Resultados

### Prefeito[7][8]
| Candidato(a)           | Vice                          | Votos  | Porcentagem |
| ---------------------- | ----------------------------- | ------ | ----------- |
| Paulinho (PROS)        | Eraldo Paiva (PT)             | 31.514 | 59,40%      |
| Poti Neto (PSB)        | Chanxe Dantas (Solidariedade) | 20.537 | 38,71%      |
| Andrea Costa (PSL)     | Joelisson (PSL)               | 1.003  | 1,89%       |
| Total de votos válidos | Total de votos válidos        | 53.054 | 100%        |
| → Votos válidos        | → Votos válidos               | 53.054 | 90,71%      |
| → Votos brancos        | → Votos brancos               | 1.479  | 2,53%       |
| → Votos nulos          | → Votos nulos                 | 3.952  | 6,76%       |
| Total de votos         | Total de votos                | 58.485 | 100%        |
| Abstenções             | Abstenções                    | 10.542 | 15,27%      |

### Vereador[7][8]
| Candidato(a)                | Votos  | Porcentagem |
| --------------------------- | ------ | ----------- |
| Aninha Siqueira (PSB)       | 2.333  | 4,22%       |
| Flávio Henrique (PL)        | 1.830  | 3,31%       |
| Rayure Protásio (PL)        | 1.797  | 3,25%       |
| Valda Siqueira (PL)         | 1.576  | 2,85%       |
| Nonato Queiroz (PROS)       | 1.573  | 2,85%       |
| Clovis Junior (PMN)         | 1.565  | 2,83%       |
| Régia (PROS)                | 1.544  | 2,80%       |
| Elaine Dantas (PSB)         | 1.512  | 2,74%       |
| Getulio Maciel (MDB)        | 1.455  | 2,63%       |
| Nicio Arcanjo (PROS)        | 1.338  | 2,42%       |
| Nazareno Tavares (PSB)      | 1.331  | 2,41%       |
| Márcia Soares (MDB)         | 1.200  | 2,17%       |
| Geraldo Verissimo (MDB)     | 1.112  | 2,01%       |
| Edson Valban (PT)           | 1.106  | 2,00%       |
| Dr. Mendes (DEM)            | 922    | 1,67%       |
| Thiago Soares (PSC)         | 794    | 1,44%       |
| Carlinhos de Serrinha (PSC) | 718    | 1,30%       |
| Total de votos válidos      | 54.331 | 100%        |
| → Votos válidos             | 54.331 | 92,90%      |
| → Votos brancos             | 962    | 1,65%       |
| → Votos nulos               | 2.361  | 3,91%       |
| Total de votos              | 58.485 | 100%        |
| Abstenções                  | 10.542 | 15,27%      |